# Aleksandra Snejkó-Blótskaia
Aleksandra Gavrílovna Snejkó-Blótskaia (en rus: Александра Гавриловна Снежко-Блоцкая) (Vovtxansk, 21 de febrer de 1909 – óblast de Moscou, 29 de desembre de 1980) va ser una directora de cinema d'animació soviètica.

## Biografia
Snejkó-Blótskaia va néixer a Vovtxansk, prop de Khàrkiv (actual Ucraïna), abans que la seva família es traslladés a Xatura, prop de Moscou. Allà es va graduar als estudis d'art d'Ivan Rerberg i Ilià Maixkov.
Va començar la seva carrera cinematogràfica com a dissenyadora a la revista de cinema Soiuzkinokhronika el 1932 i durant aquells anys va participar en la creació de pel·lícules dels directors Vladímir Sutéiev i Dmitri Babitxenko com a artista-animadora. El 1934 va entrar a l'estudi de cinema Mezhrabpomfilm i el 1936 va ser contractada com a assistent per l'estudi Soiuzmultfilm com a segona directora i col·laboradora dels cineastes Ivan Ivanov-Vano, un dels patriarques del cinema d'animació rus, Mikhaïl Tsekhanovski i Aleksandr Ievmenenko, entre d'altres. Snejkó-Blótskaia va participar com a codirectora en moltes de les pel·lícules d'Ivan Ivanov-Vano, com ara les famoses Конек-горбунок (El cavall geperut) i Снегурочка (Donzella de neu). El seu primer llargmetratge en solitari va ser Оранжевое горлышко (Coll taronja) (1955), basat en El viatge meravellós d'en Nils Holgersson per Suècia de l'escriptora sueca Selma Lagerlöf.
La majoria de les pel·lícules de Snejkó-Blótskaia eren de fantasia, basades en contes populars i llibres d'autors com Aleksandr Puixkin o Rudyard Kipling. A la dècada de 1970 va dirigir una sèrie de cinc curts d'animació basats en la mitologia grega.
Snejkó-Blótskaia va morir el 1980 als 71 anys a la seva casa de Jeleznodorojni, a l'óblast de Moscou.

## Filmografia

### Com a codirectora d'Ivanov-Vano
- 1947 — Конек-горбунок (El cavall geperut)
- 1949 — Гуси-лебеди (Oques-cignes) - basada en el folklore rus.
- 1951 — Сказка о мёртвой царевне и о семи богатырях (El conte de la princesa morta i els set Bogàtyrs) - basada en un poema d'Aleksandr Puixkin.
- 1952 — Снегурочка (Donzella de neu) basada en un joc d'Aleksandr Ostrovski.

### Com a directora
- 1954 — Оранжевое горлышко (Coll taronja) - basada en una narració de Vitali Bianki.
- 1955 — Заколдованный мальчик (Noi encantat) - basada en una novel·la de Selma Lagerlöf.
- 1957 — Верлиока (Verlioka) - basada en el folklore eslau.
- 1958 — Сказка о Мальчише-Кибальчише (La història de Malquix-Kibalquix) - basada en una narració d'Arkadi Gaidar.
- 1959 — Янтарный замок (El castell d'ambre) - basada en el folklore lituà.
- 1961 — Дракон (El drac) - basada en el folklore vietnamita.
- 1962 — Чудесный сад (El jardí meravellós) - basada en el folklore kazakh.
- 1963 — Баранкин, будь человеком! (Barankin, sigues home!) - basada en una narració de Valeri Medvédev.
- 1963 — Дочь солнца (La filla del sol)
- 1965 — Рикки-тикки-тави (Rikki-tikki-tavi) - basada en un conte de Rudyard Kipling.
- 1967 — Сказка о золотом петушке (El conte del gall d'or) - basada en un poema d'Aleksandr Puixkin.
- 1968 — Кот, который гулял сам по себе (El gat que caminava sol) - basada en una narració de Rudyard Kipling.
- Pel·lícules basades en la mitologia grega:
  - 1969 — Возвращение с Олимпа (Tornada de l'Olimp)
  - 1971 — Лабиринт (Laberint)
  - 1971 — Аргонавты (Argonautes)
  - 1973 — Персей (Perseu)
  - 1974 — Прометей (Prometeu)[7]